# Helluomorphoides oculeus
Helluomorphoides oculeus es una especie de escarabajo del género Helluomorphoides, tribu Helluonini, familia Carabidae. Fue descrita científicamente por Bates en 1871.
Habita en ecosistemas terrestres y se distribuye por América del Sur, en Brasil.